# Rail Wars!
Rail Wars! (jap. レールウォーズ -日本國有鐵道公安隊-, Rail Wars! Nihon Kokuyū Tetsudō Kōantai) ist eine japanische Light-Novel-Reihe von Takumi Toyoda mit Illustrationen von Vania 600. Sie erscheint seit 2012 und wurde als Manga und Anime adaptiert. Die Geschichte ist in die Genres Action, Comedy, Harem und Romantik einzuordnen.

## Inhalt
Die Geschichte handelt von einer alternativen Welt, in der die Japanische Staatsbahn nicht privatisiert wurde. Der Oberschüler und Eisenbahnfan Naoto Takayama (高山 直人) will eine gutbezahlte Stelle bei dem Staatsbetrieb erreichen und bewirbt sich auf ein Programm für Berufseinsteiger. Doch er wird in die Ausbildung für die Sicherheitskräfte der Bahn gesteckt, wo er nun mit allerlei Gefahren und seinen ungewöhnlichen jungen Kollegen zu tun hat. Unter ihnen die Unruhestifterin und Männer hassende Aoi Sakurai (桜井 あおい), das Mädchen Haruka Kōmi (小海 はるか), die von Eisenbahnen ebenso begeistert ist wie Naoto, und der lockere und gut trainierte Shō Iwaizumi (岩泉 翔). Unter der Anleitung von Mari Sasshō (札沼 まり) sollen die vier die Arbeit beim Sicherheitsdienst und andere Dienstleistungen kennenlernen. Dabei geraten sie immer wieder in komische oder brenzlige Situationen. Besonders eine extremistische Gruppe namens „RJ“, die die Privatisierung der Eisenbahn erzwingen will, macht ihnen den Alltag schwer.

## Buch-Veröffentlichung
Die Light-Novel-Reihe startete im Januar 2012 bei Sohgeisha. Mit dem 14. Band wechselte die Serie zum Verlag Jitsugyōnonihonsha. Bisher erschienen 19 Bände. Für Dezember ist der 20. und letzte Band angekündigt.
Von November 2012 bis Februar 2015 erschien im Online-Magazin Blade Online bei Mag Garden eine Adaption der Light Novel als Manga, geschrieben von Takumi Toyoda und gezeichnet von Keiji Asakawa.

## Anime-Serie
2014 entstand beim Studio Passione eine 12-teilige Adaption des Stoffs als Anime für das japanische Fernsehen. Regie führte Yoshifumi Sueda und Hauptautor war Masashi Suzuki, der mit Masanobu Nozaki auch die Drehbücher schrieb. Das Charakterdesign entwarfen Makoto Uno und Sayaka Koiso, die künstlerische Leitung lag bei Yukihiro Watanabe. Die Computeranimationen entstanden unter der Leitung von Yuushi Koshida und für den Ton war Fumiyuki Go verantwortlich.
Die Serie wurde im Dezember 2013 im Kogata Zenkoku Jikoku-Hyō angekündigt, einem bedeutenden japanischen Fahrplanbuch. Die 24 Minuten langen Folgen wurden dann vom 3. Juli bis 19. September 2014 von den Sendern BS-TBS, TBS, Sun TV und CBC gezeigt. Mit englischen Untertiteln wurde der Anime bei den Plattformen Crunchyroll, Hidive und The Anime Network veröffentlicht.

### Synchronisation
| Rolle          | japanische Sprecher (Seiyū) |
| -------------- | --------------------------- |
| Mari Sasshō    | Hiromi Igarashi             |
| Naoto Takayama | Jun Fukuyama                |
| Haruka Kōmi    | Maaya Uchida                |
| Aoi Sakurai    | Manami Numakura             |
| Shō Iwaizumi   | Satoshi Hino                |

### Musik
Komponist der Filmmusik war Yoshiaki Fujisawa. Das Opening wurde unterlegt mit dem Lied Mukaikaze ni Uta Renagara (向かい風に打たれながら) von Minori Chihara. Für den Abspann wurde das Lied Overdriver von ZAQ verwendet.